# 侯治溥
侯治溥（1918年—1993年2月1日），男，直隶（今河北）高阳人，中国林学家、林木育种学家，曾任中国林业科学研究院副院长，中国林学会常务理事。